# Nuestra Señora de la Salud (Alcantarilla)
La imagen de Nuestra Señora Virgen de la Salud o “Virgen Niña” es una advocación de la Virgen María venerada por los habitantes de la localidad de Alcantarilla (Región de Murcia). Es Patrona de la ciudad.

## Historia

### Antecedentes
Fue en época medieval cuando, recién creada la localidad de Alcantarilla, se levanta en esta zona una Ermita en honor a Nuestra Señora La Pequeña, un culto fomentado por la Orden de los Mínimos. La imagen representaba a una niña, por eso se empezó a llamar la Virgen Niña o Nuestra Señora la Pequeña, pues aparentaba la edad de unos cinco años, edad en la que se presentó la Virgen en el Templo. 
La villa por entonces estaba situada en las inmediaciones del río Segura, y fue víctima en el año 1545 de una riada que asoló todo el lugar, conocida como la "Riada de San Lucas". Se reconstruyó sobre un terreno más elevado que evitara posibles sucesos similares, justo donde hoy día está ubicada la localidad.
La Ermita de la Virgen Pequeña también fue reconstruida, y un hecho singular hizo que esta imagen pasara a ser llamada por los vecinos de aquel lugar como Virgen de la Salud. Cuenta la historia que a finales del siglo XVII, una trágica epidemia de peste amarilla asoló la población de Alcantarilla. Los vecinos, deshechos por las terribles pérdidas y viendo que la enfermedad no remitía, decidieron encomendarse a su patrona sacándola en procesión y rogativas (como era costumbre en la época). Para los alcantarilleros la Virgen obró en milagro al remitir entonces la enfermedad, y es por ello que desde entonces la imagen será conocida y nombrada como la Virgen de la Salud.

### Arraigo popular
La devoción por esta Virgen ha conocido distintas etapas a lo largo de toda la historia de
Alcantarilla. Decayó sobre todo en tiempos de la desamortización eclesiástica de Mendizábal de 1837, resurgiendo a principios del siglo XX con la creación de la Hermandad fundada en su honor, y cuyo impulso estuvo vinculado a la figura del médico Emilio López Palacios. 
En 1936, con el estallido de la Guerra Civil, el convento es profanado y saqueado por militantes comunistas, siendo la imagen de la Salud una de las que acabarán pasto de las llamas. Tras el fin de la guerra, se encarga al escultor Nicolás Martínez Ramón la actual imagen.
En los primeros años de postguerra la devoción por Nuestra Señora de la Salud es pobremente mantenida, destacando la labor y la lucha por el culto a esta Virgen que llevó a cabo el camarero Antonio "El Manco". En el mes de mayo de 1948 la Virgen es sacada en procesión hasta el Ayuntamiento, aunque la celebración no tendrá continuidad. Tiempo después, en 1955, es nombrada Alcaldesa Honoraria de la Villa. 
Estos hechos indican el resurgir del culto a la Virgen, pero no será hasta 1971 cuando Alcantarilla cuente con unas fiestas patronales anuales, principalmente por el impulso realizado por el párroco José García Martínez y el alcalde Fulgencio Pérez Artero. Un par de años después, en 1973, la Hermandad de Nuestra Señora de la Salud se constituye oficialmente. Mientras que en 1996 la Patrona recibe la Medalla de Oro de Alcantarilla por la corporación municipal, y la coronación canónica tiene lugar el día 20 de noviembre de 2005.

### Las Romerías del mes de mayo
Las Fiestas Patronales en honor a Nuestra Señora de la Salud de Alcantarilla hacen que sólo con la entrada de este mes comience a respirarse en las calles de la ciudad un aire especial. Todos los vecinos se preparan para afrontar y disfrutar un año más las fiestas grandes de Alcantarilla, que comienzan en la segunda semana de mayo.
Todo el pueblo se dirige a recibir a su patrona siendo partícipes de la romería y procesión que se celebran en su honor el último sábado del mes de mayo. Las calles se llenan de gente dispuesta a pasar buenos momentos en compañía de amigos, familia y vecinos.
Una doble vertiente impregna el carácter de estas fiestas, entremezclándose y conviviendo durante estos días los aspectos religiosos, vinculados a la antigua devoción por la Virgen de la Salud por parte de los creyentes, y los cívicos, representados en el festival ígneo que tiene como protagonista la figura de la Bruja, símbolo pagano de estas fiestas.